# Stefan Salger
Stefan Salger (* 15. August 1996) ist ein deutscher Handballspieler. Er bekleidet die Position eines rechten Rückraumspielers.

## Leben
Salger stammt aus Oberstaufen im Allgäu, wo er für den TSV Oberstaufen aktiv war. Danach spielte er für den TSV 1874 Kottern und den TV Immenstadt. In der Jugend wurde Salger in die Bayernauswahl berufen. Bereits mit 17 Jahren spielte er in der Männermannschaft des TV Immenstadt. Im Februar 2014 wechselte Salger vom Landesligisten aus Immenstadt zur SG Kronau/Östringen, dem Juniorenteam der Rhein-Neckar Löwen. Bei der SG spielte er in der A-Jugend-Bundesliga und gehörte auch zum erweiterten Drittligakader. Des Weiteren hatte Salger ab der Rückrunde der Saison 2014/15 ein Zweitspielrecht bei der örtlich nahen SG Heidelsheim/Helmsheim und sammelte dort Spielpraxis in der Baden-Württemberg Oberliga. 
Zur Saison 2015/16 wechselte er von der SG Kronau/Östringen zum Drittligisten SG Leutershausen, mit dem er in dieser Spielzeit in die 2. Bundesliga aufstieg. In der Saison 2016/17 folgte der umgehende Wiederabstieg. Zur Saison 2017/18 wechselte Salger nach zwei Jahren in Leutershausen zum Erstligisten TVB 1898 Stuttgart, war mit einem Zweitspielrecht allerdings weiterhin auch für Leutershausen spielberechtigt. Sein erstes Spiel in der Bundesliga bestritt er mit dem TVB am 24. August 2017 gegen die MT Melsungen. Im Sommer 2018 wechselte er zur TSG Friesenheim. Ab dem 1. Juli 2019 gehörte Salger dem Bundesligakader der MT Melsungen an. Im Sommer 2021 kehrte er nach Friesenheim zurück. Ab der Saison 2023/24 stand er beim TV Großwallstadt unter Vertrag. Im Mai 2025 wurde sein Vertrag aufgelöst und er schloss sich dem katarischen Verein al-Duhail SC an. Im Sommer 2025 wird er zum Drittligisten Saase³Leutershausen Handball wechseln.
Für die deutsche U-21-Nationalmannschaft hat Salger 28 Spiele bestritten. Bei der U-20-Europameisterschaft 2016 in Dänemark erreichte er mit Deutschland das Finale. 2016 wurde Salger für die B-Nationalmannschaft nominiert. 2017 nahm Salger an der U-21-Weltmeisterschaft in Algerien teil.
Salger hat eine Ausbildung zum Physiotherapeuten absolviert. 2016 hat er das Fachabitur nachgeholt.